# Барафф, Эдмон
Эдмон Барафф (фр. Edmond Baraffe; 19 октября 1942, Аннёллен — 19 апреля 2020) — французский футболист, нападающий. Выступал за сборную Франции.

## Клубная карьера
В профессиональном футболе дебютировал в 1961 году выступлениями за клуб «Булонь», в котором провел один сезон, приняв участие в 13 матчах чемпионата. В течение 1962—1963 годов защищал цвета клуба «Ред Стар».
Своей игрой за последнюю команду привлек внимание представителей тренерского штаба клуба «Тулуза», к составу которого присоединился в 1963 году. Сыграл за команду из Тулузы следующие четыре сезона своей игровой карьеры. Большинство времени, проведенного в составе «Тулузы», был основным игроком атакующей звена команды. В составе «Тулузы» был одним из главных бомбардиров команды, имея среднюю результативность на уровне 0,38 гола за игру первенства.
В 1967 году вернулся в «Ред Стар», где провел один сезон. В 1971 году заключил контракт с клубом «Лилль», в составе которого провел следующие два года своей карьеры. Играя в составе «Лилля», также в выходил на поле в основном составе команды.

## Карьера за сборную
В 1964 году дебютировал за сборную Франции. На протяжении карьеры в национальной команде, которая длилась 2 года, сыграл в ней 3 матча.
В составе сборной был участником чемпионата мира 1966 в Англии.